# 木村裕子
木村 裕子（きむら ゆうこ、1982年8月17日 - ）は、日本の女性タレントである。
本名は芸名と同じで、肩書として「鉄旅タレント」を名乗る。以前は「鉄道アイドル（鉄ドル）」を自称した。
愛知県名古屋市出身で、マセキ芸能社に所属する。

## 来歴

### 芸能界入り前
幼少期、通っていた幼稚園に当時所蔵されていた電車の本を読んだり、家庭では電車の玩具を欲しがっていたものの、「女の子だから」と買ってもらえず、押し入れの襖を使って電車ごっこをしたりしていた。
中学、高校時代の頃は、目的なく列車に乗って遠方へ出掛けたり、駅のホームに立って車両を眺めることがストレスの発散方法だった。
地元の高校を卒業後、就職してシステムエンジニア (SE) として勤務するが、芸能界入りの夢は捨てがたかった。
「ぶっ飛んだ人生を送りたい」が口癖で、人前に立つことや目立つことが好きだったこと、自分という素材で勝負できる仕事がしたかったことが芸能界への憧れの根元にあった。中学時代に図書館で西川貴教 (T.M.Revolution) の自伝を読んで、彼のような生き方をしてみたいと思い、歌を聴きライブへ通い影響を受けた。
友人に撮影されたポートレート写真の出来が良かったことに感激し、「橘頼香」の芸名でホームページを開設してSEのままネットアイドルとして活動を開始した。ホームページが雑誌「スピカ」（廃刊）に掲載されると、読者投票でグランプリに選出され、以後各誌に掲載されてヒット数が連日1万を超えた。

### 芸能界入り
これをきっかけに後年、芸能界を目指すべく仕事を辞め、家出同然に大阪へと進出。事務所に所属し撮影会や「須磨浦TV」、雑誌モデルなどで活動する。途中芸名を「ゆうこ」、「木村裕子」（本名）と2回変更する。
2003年に名古屋へ戻りモデル、キャンペーンガールなどを続ける。

### 車内販売員
フリーペーパーに掲載されていたジェイアール東海パッセンジャーズ (JRCP) の車内販売員募集広告を見て応募し、JR東海の在来線特急列車で車内販売員として2年間勤務した。この勤務を経験して幼少時から抱き続けてきた鉄道への興味がさらに高まった。
特急「南紀」乗務中に撮影された画像 が2004年7月の「鉄道浪漫 Vol.3」（イカロス出版刊）に掲載された。
2004年、西川のオールナイトニッポン『青春女神伝説』のオーディションを受けて二次選考を通過し、「悩殺車内販売員ゆうこ」のキャッチフレーズで渋谷のライブハウスで最終選考に臨んだ。
優勝は逃したが「T.M.Revolutionと同じ舞台に立つ」目的を実現した。

### 東京進出
2005年になり「DVDを出す」ことを目標に東京進出を目指し、複数の芸能事務所のオーディションを受ける。この時履歴書に「趣味：乗り鉄・鉄道グッズ集め、特技：車内販売員の放送、PR：明るい性格の鉄道ヲタク」と記載し、事務所にインパクトを与えた。複数の内定先を得て「シャイニングウィル」とマネジメント契約し、2年間在職したJRCPを退職して東京へ進出する。
2005年年末、「鉄ドル木村裕子」として初めての撮影会イベントを行う。
2006年初め、公式ホームページ名を「ゆうこでGO!」に変更して同名でブログを開始し、鉄ヲタであることを公言した。2006年2月に、DVD「鉄道ファンのゆうこちゃん」を発売する。
2006年6月以後、あだ名として「ゆゆ」を使用し始める。
2006年9月から約1年間中野風女シスターズのメンバーとして活動した。
旅先の自らの現在地を写メールで日記へアップし、ファンが現在地を探す「鉄道鬼ごっこ」や阪堺電気軌道（阪堺電車）貸切イベント、ライブチャットなど活動した。

### フリー
本人の意志で2007年2月にシャイニングウィルを辞め、フリーとなる。
この直前に進路を悩んで体調を崩し、実家と病院の往復を繰り返したが、週に一度のライブチャットは欠かさずに開催した。
2007年3月31日以降はブログ「鉄ヲタだって人間だぁ!」を主な情報発信源として活動している。
2007年6月頃にブログで、「グラビアアイドル」ではなく「鉄道アイドル」であると記している。
菊池直恵の漫画『鉄子の旅』の大ファンで、トラベルライターの横見浩彦と親交があり、『鉄子の旅』第6巻刊行記念サイン会でアシスタントを務めた。
2007年1月20日に鹿島鉄道を訪問した際、横見 から「スーパーレールクイーン」の称号を与えられ、横見の企画に登場する機会が増える。
2007年9月5日に「東海道本線全駅下車」を美濃赤坂駅で達成した。新聞、雑誌、テレビの取材を受けた。
2007年9月に、記事掲載されたJTBパブリッシング「JTB時刻表」のサインプレゼントのために編集部を訪問した。
2007年10月から2008年5月まで、知人のフリーライターを事務員に起用した。
2007年12月27日深夜に体調を崩して救急搬送され緊急入院した。

### オフィス北野
2008年6月1日からオフィス北野に所属する。

### マセキ芸能社
2018年5月12日にブログで、オフィス北野を前日に退所したことを公表した。
2018年6月1日にブログで、マセキ芸能社に所属したことを公表した。
2021年5月30日に肩書を「鉄旅タレント」から「解毒案内人」に改めて鉄道関係の仕事を終了し、2019年から始めた心理を主体に活動することを、2020年12月1日にブログで明らかにした。

## 年表
「鉄ドル」公言後。
2005年
- 12月 - 「鉄ドル木村裕子」として初めてのイベント（撮影会）実施。

2006年
- 1月 - 「ゆうこでGO!」ブログ開設。
- 5月 - SNS「ピュアライム」高等部として「入学」、ブログをピュアライムへと移動する。
- 9月以降 - GyaO『はなわレコード 中野腐女子シスターズ』レギュラー（第1 - 11回）。
- 12月12日 - テレビ埼玉『関口さん1』第72回出演。

2007年
- 2月7日 - 所属事務所「シャイニングウィル」を辞め、フリーとなる。
- 3月1日 - 新ブログ「鉄ヲタだって人間だぁ!」を始める。
- 3月25・26日 - 新ブログで第1回鉄道鬼ごっこを催す。
- 3月27日 - 旧ブログ「ゆうこでGO!」を閉鎖する。
- 3月28日 - ブログで第2回鉄道鬼ごっこを催す。
- 3月31日 - SNS「ピュアライム」高等部「卒業」。
- 5月5・6日 - 名古屋丸栄百貨店・第4回鉄道模型展ステージにて、SUPER BELL''Zと初コラボレーション。
- 7月30日 - ブログで第3回鉄道鬼ごっこを催す。
- 9月1 - 5日 - 東海道本線全駅で下車する。9月4日夜に神戸駅へ至り、5日朝に美濃赤坂駅で終了した。

2008年
- 6月1日 - オフィス北野に所属する。

2009年
- 全力坂に出演（1月15日と2月2日）

2013年
- 7月27日 - JR線全線を完乗[10]する。

2015年
- 11月29日 - 日本国内鉄道全線を完乗[11]する。

2018年
- 5月11日 - オフィス北野を退所する。
- 6月1日 - マセキ芸能社に所属する。

2021年
- 6月、肩書きを『鉄旅タレント』から『解毒案内人』に変更し、心理関連の仕事を始める。

## 人物
- 注射と人参が苦手である。
- 「橘頼香」時代から、歌と演技のレッスンを多く受けている。
- 芸能活動スタート時の目標は「T.M.Revolutionと同じ舞台に立つ」であった[要出典]。
- かつての事務所はグラビア指向で営業していた[要出典]。現在は、グラビア時代の作品についてブログやツイッターで自虐ネタにすることがある。
- 鉄道趣味者としての愛好分野は「乗り鉄」・「収集鉄」・「車両鉄」
- 座右の銘は「線路は続くよどこまでも」[6]。
- 鉄道旅行プランの作成を極めるため「国内旅行業務取扱管理者」資格を得て、「時刻表検定3級」と「手話検定4級」に合格[12][13]している。
- 2007年4月に、新聞[要追加記述]の取材に「私の彼氏は、400系『つばさ』（山形新幹線）なんです。だって、『つばさ』ってイケメンじゃないですか。最近の電車って、アルミとかステンレスとかだけど、『つばさ』は全部鉄なのもいい。あと名前もいいですよね」と語った。同年8月にテレビ番組[要追加記述]に出演した際に「将来の結婚相手は鉄道ファンがいい」と語った。
- 車中泊ベスト記録は、赤い地紋の「青春18きっぷ」を使用した夜行列車「ムーンライト」4連泊（ムーンライト松山・高知・ながら・えちご）。

## 出演

### テレビ出演
ウェブ出演含む。

#### レギュラー
- MONDO21『乗り鉄おすすめ!鉄道トラベラーズ』（2007年）
- MONDO21『乗り鉄トラベラーズ2ndシーズン』（2008年5月 - 10月）
- MONDO21『木村裕子の恋する鉄道修行旅-四国篇-』（2008年10月 - ）
- 静岡第一テレビ『狩野英孝★熱血アイドルアカデミー アキパラ嬢』（TOKYO MX （MXTV）、tvk （テレビ神奈川）などでも放送）（2009年7月 - 8月）
- 中京テレビ『芸能界鉄道研究会 鉄研』（2009年12月4日 - 2010年1月29日）

#### ゲスト
- MONDO21『誘惑のマーメイド』
- BS-i『BLOG@GIRLS』
- GyaO『はなわレコード』#1 - #11
- フジテレビ『グラビアトークオーディション』
- テレビ埼玉『関口さん1』第72回
- 毎日放送『知っとこ!』 2007年5月26日
- TBSテレビ ドラマ『特急田中3号』#10 2007年6月15日
- フジテレビ『めざましテレビ』 2007年6月21日
- テレビ朝日『『ぷっ』すま』 2007年7月10日
- メーテレ『UP!』 2007年7月23日
- 関西テレビ『プライスバラエティナンボDEなんぼ』 2007年8月4日
- 関西テレビ『お笑いワイドショー マルコポロリ!』 2007年8月12日
- 日本テレビ『スッキリ!!』 2007年8月13日
- 日本テレビ『Oha!4 NEWS LIVE』 2007年9月5日
- tvk ほか 東名阪ネット6『カルチャーSHOwQ〜21世紀テレビ検定〜』 2007年9月10日、12月3日
- あっ!とおどろく放送局『宇宙一せまい授業!』 2007年9月16日
- 関西テレビ『痛快!エブリデイ』 2007年9月26日
- 九州朝日放送『アサデス。九州・山口』 2007年10月1日
- 讀賣テレビ放送『大阪ほんわかテレビ』 2007年10月21日
- 日本テレビ『香取慎吾の特上!天声慎吾』 2007年11月4日
- CLUBスカパー!TV・e2プロモ『鉄道大好き!〜スカパー!特急 出発進行!〜』 2007年11月
- 富山テレビ『スーパーニュース増刊号』 2007年12月25日
- テレビ朝日『世界一奇妙なクイズ』 2008年1月16日
- テレ朝チャンネル『キモいトーク ヲタック25』 2008年2月2日初回放送
- MONDO21『モロ出し!モンド21』2008年2月2日初回放送
- CS京都・関西テレビ 電車女〜冬の旅〜 2008年2月6日（CS京都）、28日（関西テレビ）
- 日本テレビ『おもいッきりイイ!!テレビ』2008年2月20日
- OCN『クイズ!インスピQ』2008年2月21日〜2008年3月6日
- TBSテレビ『サンデージャポン』2008年3月9日
- NHK名古屋放送局『金とく 内多キャスターがゆく! 大型連休おすすめ鉄道旅（明知鉄道篇）』2008年5月2日
- CS京都・関西テレビ 電車女〜春の旅〜 2008年04月12日（CS京都）、6月25日（関西テレビ）
- 静岡放送『ビビンバ、キムチの本場はココ! 山崎まさやの韓国ローカル列車ツアー』 2008年9月15日
- 日本テレビ『専門チャンネル 専テレgo!go!』「新幹線チャンネル」 2008年10月18日
- 旅チャンネル『旅ちゃんガイド』-第43話ゲスト出演
- テレビ東京 『ポケモンサンデー めずらしいアイドルをさがせ! パート2』 2009年2月1日
- 中京テレビ『芸能界鉄道研究会 鉄研』 2009年3月29日
- 仙台放送・BSフジ『めざましテレビ公認 わがまま!気まま!旅気分 鉄ちゃんと行く!東北・鉄道の旅』2009年7月25日
- NHK BSハイビジョン『BSデジタル号がゆく!〜ブルートレイン 九州一周の旅〜』2010年9月4日・9月5日
- NHK大阪放送局 『かんさい特集「関西鉄道すごろくクイズ」（前編/後編）』2010年11月12日・19日
- テレビ静岡『ねくすと ヲタケビ!![14]』 2011年3月16日
- フジテレビ 『たけしのコマネチ大学数学科』2012年4月17日
- NHK山形放送局 『やまがたスペシャル 「つばさ二十歳〜知られざる山形新幹線の魅力」』2012年7月6日

### ラジオ
- TOKYO FM『SUNTORY SATURDAY WAITING BAR AVANTI』 2007年6月9日
- TBSラジオ『ストリーム』内「えびシャケ!」 2007年6月12日
- TOKYO FM『WONDERFUL WORLD』 2007年6月12日
- MBSラジオ 『ぷらっと☆ホーム』 2007年9月11日
- J-WAVE『BOOM TOWN』 2007年10月12日
- FM NACK5 2007年10月15日
- 静岡放送 他『横見浩彦ラジオ鉄道』→『横見とゆゆのラジオ鉄道』レギュラー 2007年10月 - 2009年3月、2010年2月 - 2010年10月
- ラジオ日本『木村裕子のラジカントロプス2.0』 2007年11月9日・16日
- TBSラジオ『Kakiiin』 2007年11月14日
- 静岡放送『とれたてラジオ〜One to one〜』 2007年12月5日
- TBSラジオ 『城島茂のどっち派?!』 2007年12月25日
- REDS WAVE『鉄道オヤジ』2008年2月28日
- NHK-FM FMスペシャル北陸ウィーク『鉄道SONGでGO！』2011年11月22日
- 東海ラジオ放送 東海ラジオ開局60周年記念『月イチでらブレイク』2020年1月12日

### イベント
「鉄ドル」公言後
- パレマルシェ西春「鉄道お楽しみバザール」トークショー 2006年5月21日
- 東京フォーラムコミケット 2006年8月13日
- 阪堺電気軌道「木村裕子と行く阪堺電車貸切の旅」 2006年8月20日
- 石丸電気「里久鳴祐香DVDイベント」特別ゲスト 2006年9月3日
- はなわレコード公開収録 中野ブロードウェイ 2006年10月6日
- アケスタ撮影会 2006年10月28日
- ピュアライム第1回文化祭 2006年10月29日
- 横見浩彦出版記念サイン会 書泉グランデ 2007年3月4日
- 第4回鉄道模型展 名古屋丸栄 2007年5月5 - 6日
- 第46回静岡ホビーショー（プララジショー） トミーテック鉄道むすめ実写版MC 2007年5月19〜20日
- 2007年阪堺電気軌道「路面まつり」 2007年6月10日
- オタノート〜竹内義和トークライブ〜 松竹芸能B1角座 2007年6月29日
- 伊豆急行「伊豆急でんしゃまつり2007」 2007年7月29日
- 第8回国際鉄道模型コンベンション「トミーテック（商品説明）」 2007年8月10日 - 12日
- とこなめ競艇「名鉄杯争奪 2007納涼お盆レース」 2007年8月14日
- アキフェス2007「鉄ヲタブランド化計画in秋葉」 2007年8月18日
- 木村裕子バースデーイベント（京阪京津線貸切電車運行） 2007年8月19日
- 阪神百貨店「鉄道模型フェスティバル（8/22〜28）」 2007年8月22日
- パレマルシェ西春「鉄道お楽しみバザール」 2007年8月25日
- moeフェス 〜秋の陣〜 2007年9月9日
- TOKYOゲームショウ2007 2007年9月20日〜23日
- 第47回 全日本模型ホビーショー「トミーテック（商品説明）」 2007年10月13日
- 第14回鉄道の日「鉄道フェスティバル」（日比谷公園） 2007年10月14日
- 能勢電鉄「のせでんレールウェイフェスティバル2007秋」 2007年10月20日
- 小田急電鉄「ファミリー鉄道展2007」 2007年10月21日
- トークショー「秋田内陸縦貫鉄道の再生で北秋田の活力を取り戻そう!」（北秋田市立体育館） 2007年10月27日
- 丸亀競艇「トレインフェスティバル」 2007年10月28日
- 市川ソフト×木村裕子 鉄道掲示板 2007年12月3日〜2008年1月10日
- MOEMOTION撮影会Vol.3 2008年1月13日
- 米焼酎 白岳「しろ」presents テイスティング&トーク “楽しか夜” PartVII 2008年1月25日
- 秋田内陸線〜木村裕子バレンタイン列車〜 2008年2月9日
- アキバカウントダウン公開収録 2008年2月15日
- 木村裕子ファンツアー in 明知鉄道 2008年3月1日
- 木村裕子バースデーカラオケイベントin名古屋 歌の広場名駅店 2008年8月16日
- ツインメッセ静岡「クリスマストレイン博」（堺正幸とのトークショー） 2008年12月20日
- 東日本旅客鉄道（JR東日本）高崎駅「さよならEF55 出発式」 2009年1月18日
- 「Valentine 小手指車両基地 Day」（2009年2月11日）
- パレマルシェ西春「鉄道お楽しみバザール」トークショー 2009年8月29・30日　各2回
- 東海旅客鉄道（JR東海）「佐久間レールパーク」フィナーレイベント　2009年11月1日
- 明知鉄道クリスマストレイン（サンショップ大阪主催イベント）　2009年12月23日
- 有田川町鉄道公園オープニングイベント 2010年3月20日
- 浜名湖ボートレース場「木村裕子トークライブin浜名湖」 2010年6月20日
- 秋葉原UDXシアター「○○アイドル大集合!!」 2011年8月10日
- ツインメッセ静岡「わくわく鉄道博2011inSHIZUOКA」 2011年8月14・15日

### 映画
- 電車を止めるな! 2020年8月公開 - 木村裕子 役

## DVD・CD
DVD
- 1st『鉄道ファンのゆうこちゃん』イーネットフロンティア、2006年2月24日
- 『乗り鉄おすすめ!鉄道トラベラーズ 長野電鉄・天竜浜名湖鉄道の巻』ジェネオン エンタテインメント、2008年2月22日
- 『乗り鉄おすすめ!鉄道トラベラーズ 銚子鉄道・茨城交通湊線・長良川鉄道の巻』ジェネオン エンタテインメント、2008年2月22日
- 『乗り鉄おすすめ!鉄道トラベラーズ 小湊鉄道・わたらせ渓谷鉄道・大井川鉄道の巻』ジェネオン エンタテインメント、2008年2月22日
- 『木村裕子の電車女☆冬の旅〜富山地方鉄道de露天風呂の巻〜』東宝、2008年6月27日
- 『木村裕子の電車女☆春の旅〜北近畿タンゴ鉄道de股のぞきの巻〜』東宝、2008年9月26日
- 『木村裕子の電車女☆夏の旅〜土佐くろしお鉄道 de ビチョ濡れ水遊びの巻〜』東宝、2008年12月19日
- 『木村裕子の電車女☆秋の旅〜一畑電車deゆゆの夢かなうの巻〜』東宝、2009年3月20日

CD
- 『鉄ヲタだって人間だぁ!』 2007年8月
- 『私のマルス操るのはキミだけ』 2007年8月

## 著作・記事
単著
- 木村裕子の鉄道一直線（2008年8月2日、ぶんか社）ISBN 978-4821109791

共著
- 北本かつら『宇宙一せまい授業!』（2008年5月16日、東邦出版）ISBN 978-4-8094-0694-2

連載
- 東京スポーツ 2007年9月17 - 20日
- TAITO・電車でGO!携帯サイト コラム[15] 2007年7月 -

記事・グラビア
- 読売新聞 2007年5月21日、2007年10月27日
- 朝日新聞 2007年5月22日、2007年9月4日、2008年2月20日
- 朝日英字新聞『ヘラルド・トリビューン』 2007年5月5日
- 毎日新聞 2008年1月15日、2008年1月30日、2008年2月22日
- 北鹿新聞 2008年2月10日
- 東京スポーツ 2007年6月27日
- 中日スポーツ 2007年8月30日、2007年9月6日
- 夕刊フジ 2007年6月6日、2007年9月7日
- 日刊スポーツ 2007年9月4日
- 日刊ゲンダイ「失礼します」2006年9月25日
- 名古屋タイムス 2007年6月6日、2007年9月5日
- AERA 2007年4月16日
- 週刊文春 2007年8月8日
- FLASH 2007年9月18日
- 週刊プレイボーイ 2007年10月15日、2007年12月3日
- 週刊実話 2007年11月15日
- SPA! 2007年10月9日、2007年12月18日、2008年2月12日
- 女性自身 2007年6月5日
- R25 2007年10月25日
- L25Vol.15 2007年4月26日
- 東京ウォーカー 2008年2月12日
- 関西ウォーカー 2007年6月5日
- テレビブロス 2007年9月29日
- DIME 2007年10月2日
- テレビブロス 2007年5月12日
- スコラ 2006年2月、2007年12月7日、2008年1月7日
- CIRCUS
  - 2007年9月4日、2007年12月4日
  - 増刊号 2007年12月8日
- サイゾー 2007年9月18日、2008年1月18日
- EX大衆 2008年2月15日
- RM MODELS 2008年1月
- エンタテインメントダッシュ 2008年1月15日
- 増刊新鮮組DX 2007年8月27日
- WAO!マガジン 2007年2月
- JTB時刻表 巻頭グラビア「矢野直美のダイヤに輝く鉄おとめ」 2007年8月25日
- 増刊ヴァッカ 2007年5月28日
- 鉄道時間Vol.002 2007年9月29日
- 自転車生活 2007年12月26日
- GON! -final 2007年6月17日
- メルちょゲッタ 2006年7月
- イイオンナ 2006年11月
- ガチンコ 2007年1月
- All About 2007年11月3日
- アキバ経済新聞 2008年1月29日
- Livedoor ニュース 2008年2月1日、2008年2月22日

## エピソード
- 2006年5月21日のパレマルシェ西春「鉄道お楽しみバザール」の際に初めて硬券入場券を知って感動していた。またその前の寝台特急出雲ラストランに関心を示している。
- 2008年3月14日限りで廃止された、東京・大阪間を結ぶ寝台急行「銀河」のサヨナラ運転が行われていた現場に於いて、同じく「鉄道アイドル」として知られている斉藤雪乃と初めて顔を合わせたが、その際、斉藤から「あーっ、木村さん。本物だ。顔小っちゃーい」と声をかけられたという[注 18]。